# Venarey-les-Laumes
Venarey-les-Laumes település Franciaországban, Côte-d’Or megyében. Lakosainak száma 2758 fő (2022. január 1.). Venarey-les-Laumes Mussy-la-Fosse, Alise-Sainte-Reine, Grésigny-Sainte-Reine, Massingy-lès-Semur, Ménétreux-le-Pitois és Grignon községekkel határos.

## Népesség
A település népessége az elmúlt években az alábbi módon változott:
| Lakosok száma | 3463 | 3450 | 3544 | 3068 | 2895 | 2901 | 2884 | 2846 | 2811 | 2758 |
|               | 1968 | 1982 | 1990 | 2006 | 2013 | 2015 | 2017 | 2019 | 2020 | 2022 |